# Andrei Tsiupachenko
Andrei Tsiupachenko (en ruso: Андрей Цюпаченко; 31 de agosto de 1948) es un deportista soviético que compitió en judo. Ganó una medalla de bronce en el Campeonato Europeo de Judo de 1972, en la categoría de –80 kg.

## Palmarés internacional
| Campeonato Europeo | Campeonato Europeo      | Campeonato Europeo | Campeonato Europeo |
| Año                | Lugar                   | Medalla            | Categoría          |
| ------------------ | ----------------------- | ------------------ | ------------------ |
| 1972               | Voorburg (Países Bajos) | Medalla de bronce  | –80 kg             |